# Nana Akomea
Nana Akomea ist ein führender Politiker in Ghana. Er ist seit dem 1. August 2007 amtierender Minister für berufliche Ausbildung und Beschäftigung im Kabinett von Präsident John Agyekum Kufuor. Bereits während der ersten Amtszeit von Kufuor war Akomea Minister für Information und Präsidentenangelegenheiten. Er ist Mitglied des Parlaments für den Wahlkreis Okaikwei South als Mitglied der New Patriotic Party. Als Parlamentarier war Akomea Vorsitzender des parlamentarischen Ausschusses für Handel.
Er stammt aus Nsutam in der Eastern Region. An der Universität von Ghana hat er Kommunikationswissenschaften studiert und im Jahr 1991 abgeschlossen. Seine Berufliche Laufbahn begann er bei der Firma Focal Point Advertising Company, bevor er in das Parlament einzog. Er ist unverheiratet und Mitglied der presbyterianischen Kirche.